# Твердыш (посёлок)
Твердыш — посёлок в Каргапольском районе Курганской области. Административный центр Твердышского сельсовета.

## География
Расположен у одноимённой железнодорожной станции Южно-Уральской железной дороги, в 22 км (по прямой) к югу от районного центра поселка Каргаполье.

## Население
| 1989 | 2002 | 2010 |
| ---- | ---- | ---- |
| 445  | ↘341 | ↘291 |